# Junichiro Koizumi
Junichiro Koizumi (jap. 小泉 純一郎, Koizumi Jun'ichirō, Yokosuka, 8. siječnja 1942.) je japanski političar i bivši japanski premijer od 2001. do 2006. godine. Član je Liberalno demokratske stranke.
Koizumijev premijerski mandat je obilježen nastojanjem za provedbom gospodarke reforme. Posebice se usredotočio na javni dug države. Nastojao je provesti privatizaciju Japanske pošte što je dovelo do velike javne debate i prijevremenih izbora 2005. godine. Koizumi je postigao najveću izbornu pobjedu u modernoj japanskoj povijesti. Njegov LDP je osvojio 296 mjesta od ukupno 480 u Zastupničkom domu Japanskog Dieta te je s koalicijskim partnerom Novom Komeito strankom imao dvotrećinsku većinu u donjem domu parlamenta.
Koizumijev mandat će biti zapamćen po prvom slanju japanske vojske izvan zemlje nakom Drugog svjetskog rata kada su japanske vojne postrojbe poslane u Irak. Također u svom premijerskom mandatu svake je godine, ukupno šest puta, posjećivao Yasukuni hram što je izazvalo brojne diplomatske prosvjede japanskih susjeda, posebice Kine. Ostat će zapamćen kao izuzetno popularan premijer u istraživanjima javnog mijenja u Japanu.